# Miroslav Džaja
Miroslav Džaja (Koprivnica, 8. siječnja 1885. – Gorica, 14. prosinca 1972.) bio je hrvatski katolički svećenik iz reda franjevaca i crkveni povjesničar.

## Životopis
Gimnaziju je pohađao u Gučoj Gori i Visokom, a bogosloviju je završio u Livnu 1908. godine. U Franjevački red stupio je 1902. godine, a za svećenika je zaređen 1907. godine. Bio je kapelan u Jajcu, župnik u Dobretićima, Varešu, Docu, Vitezu, Travniku i Brestovskom.
Objavio je nekoliko pjesama te pisao članke vjerskog i povijesnog sadržaja. Samostanskom arhivu u Gorici kraj Livna ostavio je rukopise, zbirku starih fotografija i poštanskih maraka.

## Djela
- „Sa Kupreške visoravni” (Otinovci—Kupres, 1970.)[1]

### Članci
- Kovačić, Anto Slavko. 1993. Džaja, Miroslav. Hrvatski biografski leksikon. Zagreb.  journal zahtijeva |journal= (pomoć)